# John Noble
John Noble, född 20 augusti 1948 i Port Pirie, är en australiensisk skådespelare. Han gjorde framträdanden i TV-serien All Saints. Han är internationellt känd för sin prestation som Denethor i Peter Jacksons trilogi om Härskarringen. Han spelade en rysk konsul vid namn Anatoly Markov i den sjätte säsongen av den amerikanska TV-serien 24. I Sverige mest känd för rollen som Walter Bishop/Walternate i Fringe.

## Familj
John bor i USA med sin hustru Penny Noble. De har tre barn tillsammans: Daniel Noble, Jess Noble samt skådespelerskan Samantha Noble. 

## Filmografi (i urval)

### Filmer
| År   | Titel                                              | Roll                    | Noter |
| ---- | -------------------------------------------------- | ----------------------- | --- |
| 1988 | The Dreaming                                       | Dr. Richards            | |
| 1989 | A Sting in the Tale                                | Prime Minister's minder | |
| 1990 | Call Me Mr. Brown                                  | Sergeant                | |
| 1993 | The Nostradamus Kid                                | General Booth           | |
| 1999 | Airtight                                           | Sorrentino              | TV-film |
| 2000 | The Monkey's Mask                                  | Mr. Norris              | |
| 2000 | Virtual Nightmare                                  | Dad                     | TV-film |
| 2002 | Sagan om de två tornen                             | Denethor                | Endast i Extended Edition |
| 2002 | The Outsider                                       | Fergus Hunter           | TV-film |
| 2002 | Superfire                                          | Paul Baylis             | TV-film |
| 2003 | Sagan om konungens återkomst                       | Denethor                | Broadcast Film Critics Association Award for Best Cast Critics Choice Award for Best Acting Ensemble] National Board of Review Award for Best Cast Screen Actors Guild Award for Outstanding Performance by a Cast in a Motion Picture Nominerad—Phoenix Film Critics Society Award for Best Cast |
| 2004 | Fracture                                           | Howard Peet             | |
| 2004 | The Mystery of Natalie Wood                        | Irving Pichel           | TV-film |
| 2006 | One Night with the King                            | Prins Admantha          | |
| 2006 | Running Scared                                     | Ivan Yugorsky           | |
| 2006 | Voodoo Lagoon                                      | Ben                     | |
| 2010 | Risen                                              | Eddie Thomas            | |
| 2010 | The Last Airbender                                 | Dragon Spirit           | |
| 2013 | Superman: Unbound                                  | Brainiac                | Röstroll |
| 2013 | Transformers Prime Beast Hunters: Predacons Rising | Unicron                 | TV-film |
| 2014 | The Mule                                           | Pat Shepherd            | |

### TV
| År        | Titel                                     | Roll                      | Noter |
| --------- | ----------------------------------------- | ------------------------- | --- |
| 1991      | Police Rescue                             | Sergeant                  | Avsnitt: "Hostage" |
| 1993      | Time Trax                                 | Mr. Michaels              | Avsnitt: "One on One" |
| 1997      | Big Sky                                   | Graham James              | Avsnitt: "Future Past and Present" |
| 1998      | Water Rats                                | Dr. Harry                 | Avsnitt: "Epiphany" |
| 1998–2004 | All Saints                                | Dr. John Madsen           | 32 avsnitt |
| 2000      | Tales of the South Seas                   | Christian Ambrose         | Avsnitt: "Trent in Love" |
| 2001      | Sir Arthur Conan Doyle's The Lost World   | Inspektör Robert Anderson | Avsnitt: "The Knife" |
| 2001      | The Bill                                  | Commander Warren          | Avsnitt: "Beech on the Run" |
| 2001–2006 | Home and Away                             | Dr. Helpman               | 9 avsnitt |
| 2002      | Young Lions                               | Adam Gallagher            | 4 avsnitt |
| 2002      | Stingers                                  | Michael Kranz             | Avsnitt: "Disgraceful Conduct" |
| 2006      | Stargate SG-1                             | Meurik                    | Avsnitt: "Camelot" |
| 2007      | Journeyman                                | Wine Connoisseur          | Avsnitt: "Winterland" |
| 2007      | The Unit                                  | CEO                       | Avsnitt: "Pandemonium – Part 2" |
| 2007      | 24                                        | Anatoly Markov            | 3 avsnitt |
| 2007      | Pirate Islands: The Lost Treasure of Fiji | Blackheart                | 13 avsnitt |
| 2008–2013 | Fringe                                    | Walter Bishop/Walternate  | 100 avsnitt Critics' Choice Television Award for Best Supporting Actor in a Drama Series Saturn Award for Best Supporting Actor on Television Nominerad—Critics' Choice Television Award for Best Supporting Actor in a Drama Series Nominerad—Satellite Award for Best Supporting Actor – Series, Miniseries or Television Film (2008–09) Nominerad—Saturn Award for Best Supporting Actor on Television (2010, 2012–13) |
| 2011–2012 | Dark Matters: Twisted But True            | Sig själv                 | 16 avsnitt |
| 2011      | Transformers: Prime                       | Unicron                   | 3 avsnitt |
| 2013      | The Good Wife                             | Matthew Ashbaugh          | 2 avsnitt |
| 2013–2015 | Sleepy Hollow                             | Henry Parish              | 20 avsnitt |
| 2013      | Miss Fisher's Murder Mysteries            | Edward Stanley            | Avsnitt: "Murder Under The Mistletoe" |
| 2014      | Rake                                      | Clayton Post              | 2 avsnitt |
| 2014      | Devil's Playground                        | Bishop McNally            | 6 avsnitt |
| 2015      | Forever                                   | Aubrey Griffin            | Avsnitt: "The Last Death of Henry Morgan" |
| 2015      | Elementary                                | Sherlocks pappa           | Huvudroll (Säsong 4-) |
| 2021      | Home Invasion                             | Buck Murdock              | |

### Datorspel
| År   | Titel                 | Roll                           |
| ---- | --------------------- | ------------------------------ |
| 2009 | The Saboteur          | Bishop                         |
| 2011 | L.A. Noire            | Leland Monroe                  |
| 2013 | Infinity Blade III    | The Worker of Secrets / Galath |
| 2015 | Batman: Arkham Knight | Dr. Jonathan Crane / Scarecrow |